# Saftgrönt

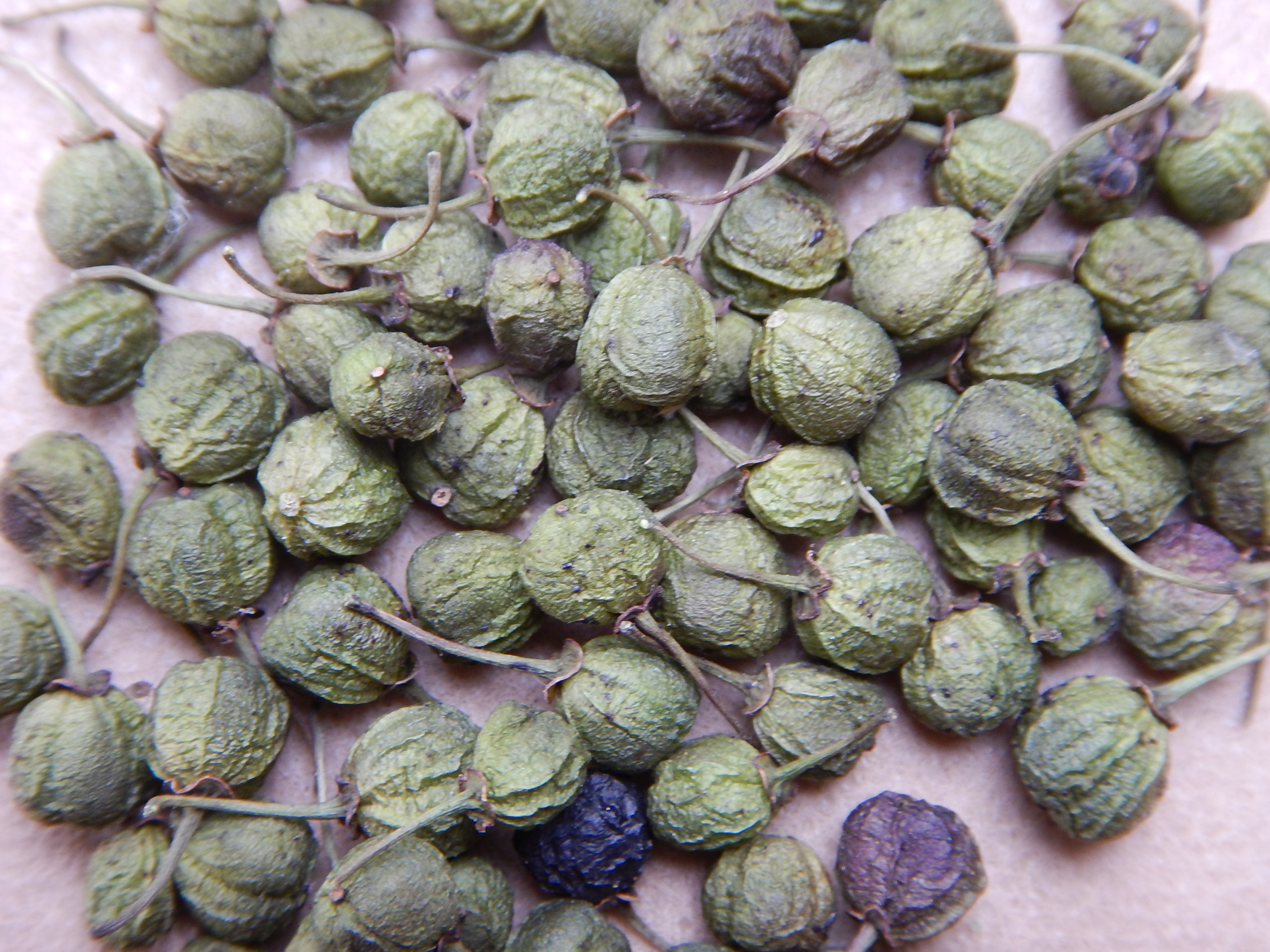
Saftgrönt framställdes förr ofta av getapelbär plockade innan de mognat till blå färg.

Saftgrönt (engelska: Sap green), är ett färgpigment som används inom konstmåleriet. Det har en gulaktigt grön ton och tillverkades ursprungligen av växtsaft, vanligen från getapelbär, men ljusäktheten var dålig. Det som idag kallas saftgrönt är oftast en pigmentblandning där bland annat ftalogrönt ingår.
Naturligt saftgrönt har Colour Index-namnet Natural Green 2 och inkluderar ämnen med nummer C.I. 75440, C.I. 75700 och C.I. 75695.